# Live and Rare (My Chemical Romance)
Live and Rare è un EP dei My Chemical Romance, pubblicato il 19 dicembre 2007 solo per il solo mercato giapponese.
Contiene alcune delle B-side inserite nelle varie versioni dei singoli tratti dal loro terzo album The Black Parade.

## Tracce
1. Famous Last Words (Live) – 4:55
2. Cancer (Live) – 2:39
3. House of Wolves (Live) – 2:59
4. Dead! (Live) – 3:17
5. Mama (Live) – 5:03
6. My Way Home Is Through You – 2:59
7. Kill All Your Friends – 4:29

## Formazione
- Gerard Way – voce
- Ray Toro – chitarra solista, cori
- Frank Iero – chitarra ritmica, cori
- Mikey Way – basso
- Bob Bryar – batteria

## Classifiche
| Classifica (2007) | Posizione massima |
| ----------------- | ----------------- |
| Giappone          | 83                |